# Samux
Samux (ryska: Сафаралиев, azerbajdzjanska: Səfərəliyəv) är en distriktshuvudort i Azerbajdzjan.   Den ligger i distriktet Samux Rayonu, i den centrala delen av landet, 300 km väster om huvudstaden Baku. Samux ligger 251 meter över havet och antalet invånare är 6 013.
Terrängen runt Samux är lite kuperad. Runt Samux är det tätbefolkat, med 913 invånare per kvadratkilometer.. Närmaste större samhälle är Ganja, 10,0 km söder om Samux.
Trakten runt Samux består till största delen av jordbruksmark.